# Zavrelia aristata
Zavrelia aristata är en tvåvingeart som beskrevs av Ekrem och Dionys Rudolf Josef Stur 2009. Zavrelia aristata ingår i släktet Zavrelia och familjen fjädermyggor. Inga underarter finns listade i Catalogue of Life.